# دینو برونی
دینو برونی (ایتالیایی: Dino Bruni؛ زادهٔ ۱۳ آوریل ۱۹۳۲) دوچرخه‌سوار اهل ایتالیا است.
وی در مسابقات کشوری و بین‌المللی در مجموع برندهٔ ۱ مدال نقره، ۱ مدال برنز شده‌است.